# Novopsocus
Novopsocus  (лат.) — эндемичный для Новой Гвинеи род насекомых в семействе Pseudocaeciliidae подсемейства Zelandopsocinae.

## Описание
Голова уплощена и заострена на вершине. Крылья длинные и узкие. У самцов Novopsocus magnus первый сегмент усиков широкий и сплюснутый. У самцов двух других видов этот сегмент не сплющен или только слегка сплющен.

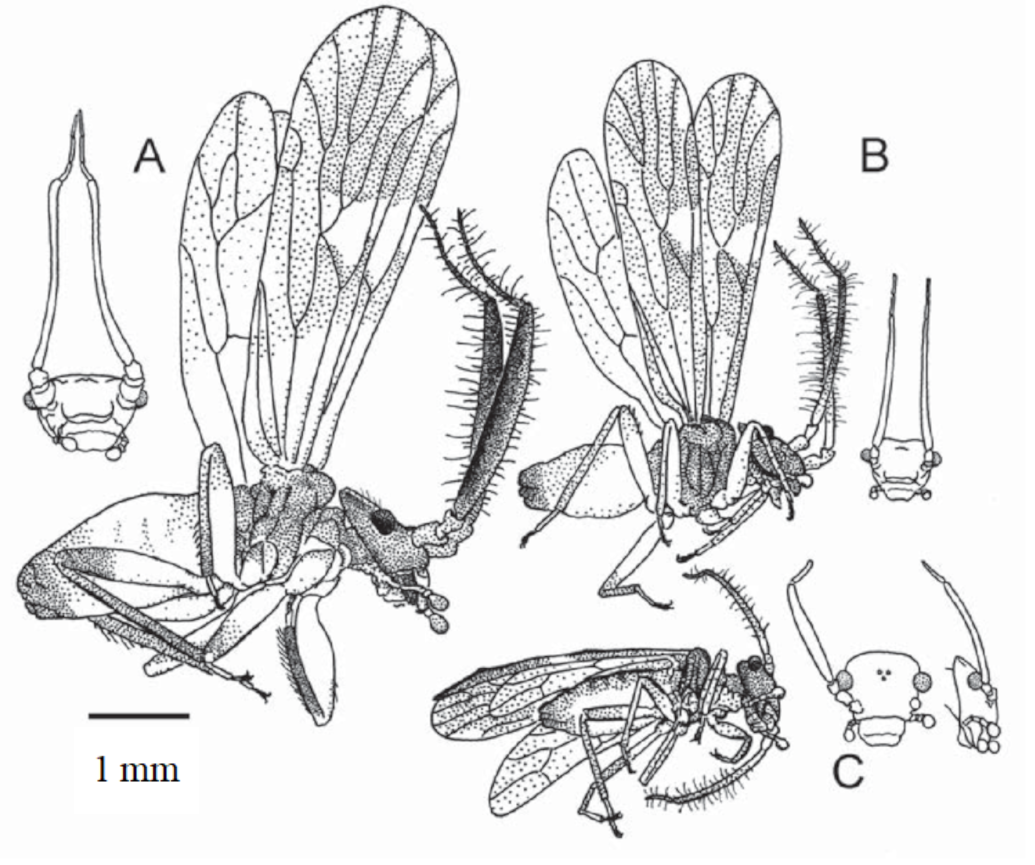
Три вида рода Novopsocus. A. N. magnus, B. N. stenopterus, C. N. caeciliae.

## Классификация
Включает в себя три вида
- Novopsocus caeciliae Cuénoud, 2008
- Novopsocus magnus Cuénoud, 2008
- Novopsocus stenopterus (Thornton & Smithers, 1977)